# 小行星6553
小行星6553（英語：6553 Seehaus）是一颗围绕太阳公转的小行星。1989年4月5日，M. Geffert在拉西拉天文台发现了此天体。
这颗小行星的绝对星等为141.72985等。